# Goundampalayam
Goundampalayam är en stad i den indiska delstaten Tamil Nadu, och tillhör distriktet Coimbatore. Den är en förort till Coimbatore, och folkmängden uppgick till 83 908 invånare vid folkräkningen 2011.